# Lista di asteroidi (410001-411000)
Di seguito una lista di asteroidi dal numero 410001 al 411000 con data di scoperta e scopritore.

## 410001-410100
| Nome     | Designazione provvisoria | Data di scoperta  | Scopritore        |
| -------- | ------------------------ | ----------------- | ----------------- |
| 410001 - | 2006 WV27                | 22 novembre 2006  | Yeung, W. K. Y.   |
| 410002 - | 2006 WW29                | 24 novembre 2006  | CSS               |
| 410003 - | 2006 WY32                | 23 ottobre 2006   | CSS               |
| 410004 - | 2006 WO37                | 16 novembre 2006  | Spacewatch        |
| 410005 - | 2006 WW37                | 16 novembre 2006  | Spacewatch        |
| 410006 - | 2006 WE43                | 27 settembre 2006 | Mt. Lemmon Survey |
| 410007 - | 2006 WZ44                | 27 settembre 2006 | Mt. Lemmon Survey |
| 410008 - | 2006 WG73                | 31 ottobre 2006   | Mt. Lemmon Survey |
| 410009 - | 2006 WP73                | 18 novembre 2006  | Spacewatch        |
| 410010 - | 2006 WV76                | 18 novembre 2006  | Spacewatch        |
| 410011 - | 2006 WL77                | 28 settembre 2006 | Mt. Lemmon Survey |
| 410012 - | 2006 WX77                | 19 ottobre 2006   | Mt. Lemmon Survey |
| 410013 - | 2006 WM83                | 18 novembre 2006  | Spacewatch        |
| 410014 - | 2006 WN101               | 4 ottobre 2006    | Mt. Lemmon Survey |
| 410015 - | 2006 WU127               | 18 novembre 2006  | Observatoire Naef |
| 410016 - | 2006 WP149               | 20 novembre 2006  | Spacewatch        |
| 410017 - | 2006 WO158               | 22 novembre 2006  | LINEAR            |
| 410018 - | 2006 WF160               | 22 novembre 2006  | Mt. Lemmon Survey |
| 410019 - | 2006 WU173               | 11 novembre 2006  | Spacewatch        |
| 410020 - | 2006 WT175               | 23 novembre 2006  | Spacewatch        |
| 410021 - | 2006 WO178               | 24 novembre 2006  | Yeung, W. K. Y.   |
| 410022 - | 2006 WU189               | 25 novembre 2006  | Mt. Lemmon Survey |
| 410023 - | 2006 WN200               | 19 novembre 2006  | Spacewatch        |
| 410024 - | 2006 WZ203               | 27 novembre 2006  | Mt. Lemmon Survey |
| 410025 - | 2006 XO3                 | 12 dicembre 2006  | Eskridge          |
| 410026 - | 2006 XX9                 | 9 dicembre 2006   | Spacewatch        |
| 410027 - | 2006 XX19                | 16 novembre 2006  | Mt. Lemmon Survey |
| 410028 - | 2006 XX20                | 27 settembre 2006 | Mt. Lemmon Survey |
| 410029 - | 2006 XB30                | 14 novembre 2006  | Mt. Lemmon Survey |
| 410030 - | 2006 XX30                | 11 novembre 2006  | Spacewatch        |
| 410031 - | 2006 XL31                | 10 dicembre 2006  | Spacewatch        |
| 410032 - | 2006 XV53                | 22 novembre 2006  | LINEAR            |
| 410033 - | 2006 XK55                | 15 dicembre 2006  | Mt. Lemmon Survey |
| 410034 - | 2006 XC67                | 22 novembre 2006  | Mt. Lemmon Survey |
| 410035 - | 2006 XO68                | 14 dicembre 2006  | San Marcello      |
| 410036 - | 2006 YF6                 | 17 dicembre 2006  | Mt. Lemmon Survey |
| 410037 - | 2006 YY8                 | 20 dicembre 2006  | Mt. Lemmon Survey |
| 410038 - | 2006 YX15                | 20 dicembre 2006  | Mt. Lemmon Survey |
| 410039 - | 2006 YO17                | 31 ottobre 2006   | Mt. Lemmon Survey |
| 410040 - | 2006 YX24                | 9 dicembre 2006   | Spacewatch        |
| 410041 - | 2006 YB34                | 21 dicembre 2006  | Spacewatch        |
| 410042 - | 2006 YN36                | 13 dicembre 2006  | Spacewatch        |
| 410043 - | 2006 YQ43                | 25 dicembre 2006  | Spacewatch        |
| 410044 - | 2006 YS53                | 27 dicembre 2006  | Mt. Lemmon Survey |
| 410045 - | 2007 AV3                 | 8 gennaio 2007    | CSS               |
| 410046 - | 2007 AP8                 | 18 novembre 2006  | Mt. Lemmon Survey |
| 410047 - | 2007 AU9                 | 25 novembre 2006  | Mt. Lemmon Survey |
| 410048 - | 2007 AD11                | 10 gennaio 2007   | LINEAR            |
| 410049 - | 2007 AL12                | 14 gennaio 2007   | Bickel, W.        |
| 410050 - | 2007 AX17                | 14 gennaio 2007   | Nyukasa           |
| 410051 - | 2007 AA25                | 13 dicembre 2006  | Mt. Lemmon Survey |
| 410052 - | 2007 AO25                | 15 gennaio 2007   | LONEOS            |
| 410053 - | 2007 AJ27                | 10 gennaio 2007   | Mt. Lemmon Survey |
| 410054 - | 2007 AP29                | 10 gennaio 2007   | Mt. Lemmon Survey |
| 410055 - | 2007 BT15                | 17 gennaio 2007   | Spacewatch        |
| 410056 - | 2007 BW19                | 23 gennaio 2007   | LINEAR            |
| 410057 - | 2007 BQ21                | 24 gennaio 2007   | LINEAR            |
| 410058 - | 2007 BK30                | 24 dicembre 2006  | CSS               |
| 410059 - | 2007 BN48                | 26 gennaio 2007   | Spacewatch        |
| 410060 - | 2007 BE54                | 24 gennaio 2007   | Spacewatch        |
| 410061 - | 2007 BS59                | 25 gennaio 2007   | CSS               |
| 410062 - | 2007 BH65                | 27 gennaio 2007   | Mt. Lemmon Survey |
| 410063 - | 2007 BU69                | 27 gennaio 2007   | Mt. Lemmon Survey |
| 410064 - | 2007 BD73                | 28 gennaio 2007   | Lowe, A.          |
| 410065 - | 2007 BK77                | 17 gennaio 2007   | Spacewatch        |
| 410066 - | 2007 CT2                 | 6 febbraio 2007   | Spacewatch        |
| 410067 - | 2007 CV4                 | 6 febbraio 2007   | Mt. Lemmon Survey |
| 410068 - | 2007 CJ6                 | 6 febbraio 2007   | Spacewatch        |
| 410069 - | 2007 CP6                 | 27 novembre 2006  | Mt. Lemmon Survey |
| 410070 - | 2007 CL43                | 27 gennaio 2007   | Spacewatch        |
| 410071 - | 2007 CY48                | 10 febbraio 2007  | Mt. Lemmon Survey |
| 410072 - | 2007 CA53                | 13 febbraio 2007  | LINEAR            |
| 410073 - | 2007 CH55                | 10 febbraio 2007  | Mt. Lemmon Survey |
| 410074 - | 2007 CM58                | 10 febbraio 2007  | NEAT              |
| 410075 - | 2007 CB60                | 10 febbraio 2007  | CSS               |
| 410076 - | 2007 DH2                 | 16 febbraio 2007  | CSS               |
| 410077 - | 2007 DK3                 | 16 febbraio 2007  | CSS               |
| 410078 - | 2007 DJ15                | 27 novembre 2006  | Mt. Lemmon Survey |
| 410079 - | 2007 DP59                | 24 dicembre 2006  | Spacewatch        |
| 410080 - | 2007 DQ65                | 21 febbraio 2007  | Spacewatch        |
| 410081 - | 2007 DM90                | 23 febbraio 2007  | Spacewatch        |
| 410082 - | 2007 DW97                | 23 febbraio 2007  | Spacewatch        |
| 410083 - | 2007 DJ100               | 25 febbraio 2007  | Spacewatch        |
| 410084 - | 2007 DJ102               | 27 gennaio 2007   | Mt. Lemmon Survey |
| 410085 - | 2007 DP107               | 22 febbraio 2007  | Mount Graham      |
| 410086 - | 2007 DD112               | 26 febbraio 2007  | Mt. Lemmon Survey |
| 410087 - | 2007 DN113               | 21 febbraio 2007  | Mt. Lemmon Survey |
| 410088 - | 2007 EJ                  | 9 marzo 2007      | Mt. Lemmon Survey |
| 410089 - | 2007 EG13                | 9 marzo 2007      | Mt. Lemmon Survey |
| 410090 - | 2007 EV21                | 23 febbraio 2007  | Mt. Lemmon Survey |
| 410091 - | 2007 EZ42                | 25 febbraio 2007  | Mt. Lemmon Survey |
| 410092 - | 2007 EG52                | 11 marzo 2007     | CSS               |
| 410093 - | 2007 EH57                | 27 febbraio 2007  | Spacewatch        |
| 410094 - | 2007 EQ57                | 9 marzo 2007      | Spacewatch        |
| 410095 - | 2007 EX65                | 10 marzo 2007     | Spacewatch        |
| 410096 - | 2007 ET81                | 11 marzo 2007     | Spacewatch        |
| 410097 - | 2007 EC86                | 12 marzo 2007     | Mt. Lemmon Survey |
| 410098 - | 2007 EM105               | 11 marzo 2007     | Mt. Lemmon Survey |
| 410099 - | 2007 ET105               | 26 febbraio 2007  | Mt. Lemmon Survey |
| 410100 - | 2007 EB120               | 13 marzo 2007     | Mt. Lemmon Survey |

## 410101-410200
| Nome     | Designazione provvisoria | Data di scoperta  | Scopritore              |
| -------- | ------------------------ | ----------------- | ----------------------- |
| 410101 - | 2007 EF120               | 13 marzo 2007     | Mt. Lemmon Survey       |
| 410102 - | 2007 EG127               | 9 marzo 2007      | NEAT                    |
| 410103 - | 2007 EC130               | 9 marzo 2007      | Mt. Lemmon Survey       |
| 410104 - | 2007 EJ130               | 20 dicembre 2006  | Mt. Lemmon Survey       |
| 410105 - | 2007 ES138               | 12 marzo 2007     | Spacewatch              |
| 410106 - | 2007 EM148               | 23 settembre 2005 | Spacewatch              |
| 410107 - | 2007 EW172               | 14 marzo 2007     | Spacewatch              |
| 410108 - | 2007 EG189               | 13 marzo 2007     | Mt. Lemmon Survey       |
| 410109 - | 2007 EX191               | 13 marzo 2007     | Spacewatch              |
| 410110 - | 2007 EV194               | 15 marzo 2007     | Spacewatch              |
| 410111 - | 2007 EZ196               | 7 ottobre 2004    | Spacewatch              |
| 410112 - | 2007 EJ200               | 12 marzo 2007     | CSS                     |
| 410113 - | 2007 ET217               | 13 marzo 2007     | Spacewatch              |
| 410114 - | 2007 EC218               | 9 marzo 2007      | Mt. Lemmon Survey       |
| 410115 - | 2007 EW218               | 11 marzo 2007     | Mt. Lemmon Survey       |
| 410116 - | 2007 EG220               | 13 marzo 2007     | Mt. Lemmon Survey       |
| 410117 - | 2007 FU                  | 16 marzo 2007     | Spacewatch              |
| 410118 - | 2007 FU9                 | 16 marzo 2007     | Spacewatch              |
| 410119 - | 2007 FJ25                | 26 febbraio 2007  | Mt. Lemmon Survey       |
| 410120 - | 2007 FF31                | 13 marzo 2007     | Spacewatch              |
| 410121 - | 2007 FO33                | 27 febbraio 2007  | Spacewatch              |
| 410122 - | 2007 FO36                | 26 marzo 2007     | Mt. Lemmon Survey       |
| 410123 - | 2007 FW48                | 26 marzo 2007     | Spacewatch              |
| 410124 - | 2007 FY48                | 26 marzo 2007     | Mt. Lemmon Survey       |
| 410125 - | 2007 FK50                | 25 marzo 2007     | Mt. Lemmon Survey       |
| 410126 - | 2007 GU7                 | 13 marzo 2007     | Spacewatch              |
| 410127 - | 2007 GL9                 | 26 marzo 2007     | Spacewatch              |
| 410128 - | 2007 GG11                | 13 marzo 2007     | Spacewatch              |
| 410129 - | 2007 GM16                | 11 aprile 2007    | Spacewatch              |
| 410130 - | 2007 GK18                | 11 aprile 2007    | CSS                     |
| 410131 - | 2007 GS52                | 14 aprile 2007    | Spacewatch              |
| 410132 - | 2007 GC53                | 14 aprile 2007    | Mt. Lemmon Survey       |
| 410133 - | 2007 GU58                | 15 aprile 2007    | Mt. Lemmon Survey       |
| 410134 - | 2007 GH65                | 15 aprile 2007    | Spacewatch              |
| 410135 - | 2007 GU67                | 15 aprile 2007    | Spacewatch              |
| 410136 - | 2007 HU4                 | 17 aprile 2007    | Crni Vrh                |
| 410137 - | 2007 HM18                | 16 aprile 2007    | Mt. Lemmon Survey       |
| 410138 - | 2007 HZ21                | 18 aprile 2007    | Spacewatch              |
| 410139 - | 2007 HQ24                | 16 settembre 2003 | Spacewatch              |
| 410140 - | 2007 HK26                | 18 aprile 2007    | Spacewatch              |
| 410141 - | 2007 HU26                | 18 aprile 2007    | Mt. Lemmon Survey       |
| 410142 - | 2007 HD28                | 18 aprile 2007    | Spacewatch              |
| 410143 - | 2007 HC29                | 19 aprile 2007    | Mt. Lemmon Survey       |
| 410144 - | 2007 HN34                | 19 aprile 2007    | Spacewatch              |
| 410145 - | 2007 HV34                | 11 aprile 2007    | Spacewatch              |
| 410146 - | 2007 HX35                | 15 aprile 2007    | Spacewatch              |
| 410147 - | 2007 HV41                | 23 febbraio 2007  | CSS                     |
| 410148 - | 2007 HV43                | 22 aprile 2007    | Mt. Lemmon Survey       |
| 410149 - | 2007 HA46                | 19 aprile 2007    | Mt. Lemmon Survey       |
| 410150 - | 2007 HE49                | 20 aprile 2007    | Spacewatch              |
| 410151 - | 2007 HV52                | 20 aprile 2007    | Spacewatch              |
| 410152 - | 2007 HL54                | 22 aprile 2007    | Spacewatch              |
| 410153 - | 2007 HR58                | 23 aprile 2007    | Mt. Lemmon Survey       |
| 410154 - | 2007 HK65                | 22 aprile 2007    | CSS                     |
| 410155 - | 2007 HC69                | 24 aprile 2007    | Spacewatch              |
| 410156 - | 2007 HO97                | 19 aprile 2007    | Mt. Lemmon Survey       |
| 410157 - | 2007 JO5                 | 9 maggio 2007     | Mt. Lemmon Survey       |
| 410158 - | 2007 JE20                | 11 maggio 2007    | Mt. Lemmon Survey       |
| 410159 - | 2007 JA45                | 11 maggio 2007    | Mt. Lemmon Survey       |
| 410160 - | 2007 KL1                 | 17 maggio 2007    | Spacewatch              |
| 410161 - | 2007 KS4                 | 24 maggio 2007    | Spacewatch              |
| 410162 - | 2007 LU2                 | 8 giugno 2007     | Spacewatch              |
| 410163 - | 2007 LK9                 | 11 maggio 2007    | Mt. Lemmon Survey       |
| 410164 - | 2007 LT14                | 10 giugno 2007    | Spacewatch              |
| 410165 - | 2007 LW24                | 14 giugno 2007    | Spacewatch              |
| 410166 - | 2007 LU35                | 11 maggio 2007    | Spacewatch              |
| 410167 - | 2007 ML7                 | 18 giugno 2007    | Spacewatch              |
| 410168 - | 2007 OW10                | 20 luglio 2007    | LUSS                    |
| 410169 - | 2007 PS13                | 8 agosto 2007     | LINEAR                  |
| 410170 - | 2007 PZ28                | 14 agosto 2007    | Siding Spring Survey    |
| 410171 - | 2007 PL36                | 13 agosto 2007    | LINEAR                  |
| 410172 - | 2007 PR37                | 13 agosto 2007    | LINEAR                  |
| 410173 - | 2007 PB42                | 9 agosto 2007     | LINEAR                  |
| 410174 - | 2007 PN47                | 2 dicembre 2004   | Spacewatch              |
| 410175 - | 2007 QW6                 | 21 agosto 2007    | LONEOS                  |
| 410176 - | 2007 QE8                 | 21 agosto 2007    | LONEOS                  |
| 410177 - | 2007 QG10                | 23 agosto 2007    | Spacewatch              |
| 410178 - | 2007 QF17                | 22 agosto 2007    | LINEAR                  |
| 410179 - | 2007 RZ1                 | 2 settembre 2007  | Sarneczky, K., Kiss, L. |
| 410180 - | 2007 RD6                 | 5 settembre 2007  | Chante-Perdrix          |
| 410181 - | 2007 RL51                | 9 settembre 2007  | Spacewatch              |
| 410182 - | 2007 RA60                | 24 febbraio 2006  | Spacewatch              |
| 410183 - | 2007 RM67                | 10 settembre 2007 | Mt. Lemmon Survey       |
| 410184 - | 2007 RP78                | 10 settembre 2007 | Mt. Lemmon Survey       |
| 410185 - | 2007 RZ80                | 10 settembre 2007 | CSS                     |
| 410186 - | 2007 RH103               | 11 settembre 2007 | CSS                     |
| 410187 - | 2007 RK103               | 2 settembre 2007  | CSS                     |
| 410188 - | 2007 RY106               | 11 settembre 2007 | Mt. Lemmon Survey       |
| 410189 - | 2007 RL109               | 11 settembre 2007 | Spacewatch              |
| 410190 - | 2007 RE114               | 11 settembre 2007 | Spacewatch              |
| 410191 - | 2007 RP117               | 11 settembre 2007 | Spacewatch              |
| 410192 - | 2007 RF128               | 12 settembre 2007 | Mt. Lemmon Survey       |
| 410193 - | 2007 RG133               | 15 settembre 2007 | Schwab, E., Kling, R.   |
| 410194 - | 2007 RR138               | 14 settembre 2007 | LONEOS                  |
| 410195 - | 2007 RT147               | 11 settembre 2007 | PMO NEO Survey Program  |
| 410196 - | 2007 RL150               | 14 settembre 2007 | CSS                     |
| 410197 - | 2007 RS150               | 24 agosto 2007    | Spacewatch              |
| 410198 - | 2007 RG151               | 7 aprile 2003     | Spacewatch              |
| 410199 - | 2007 RO163               | 10 settembre 2007 | Spacewatch              |
| 410200 - | 2007 RP175               | 10 settembre 2007 | Spacewatch              |

## 410201-410300
| Nome     | Designazione provvisoria | Data di scoperta  | Scopritore        |
| -------- | ------------------------ | ----------------- | ----------------- |
| 410201 - | 2007 RE191               | 11 settembre 2007 | Spacewatch        |
| 410202 - | 2007 RF200               | 13 settembre 2007 | Spacewatch        |
| 410203 - | 2007 RZ206               | 10 settembre 2007 | Spacewatch        |
| 410204 - | 2007 RK207               | 10 settembre 2007 | Spacewatch        |
| 410205 - | 2007 RM210               | 11 settembre 2007 | Spacewatch        |
| 410206 - | 2007 RT211               | 11 settembre 2007 | Spacewatch        |
| 410207 - | 2007 RS217               | 13 settembre 2007 | Spacewatch        |
| 410208 - | 2007 RP233               | 12 settembre 2007 | CSS               |
| 410209 - | 2007 RW235               | 12 settembre 2007 | Mt. Lemmon Survey |
| 410210 - | 2007 RM236               | 13 settembre 2007 | LONEOS            |
| 410211 - | 2007 RC263               | 15 settembre 2007 | Mt. Lemmon Survey |
| 410212 - | 2007 RD265               | 15 settembre 2007 | Mt. Lemmon Survey |
| 410213 - | 2007 RA271               | 15 settembre 2007 | Spacewatch        |
| 410214 - | 2007 RW273               | 15 settembre 2007 | Spacewatch        |
| 410215 - | 2007 RG285               | 13 settembre 2007 | Mt. Lemmon Survey |
| 410216 - | 2007 RG288               | 12 settembre 2007 | Mt. Lemmon Survey |
| 410217 - | 2007 RB295               | 14 settembre 2007 | Mt. Lemmon Survey |
| 410218 - | 2007 RK295               | 14 settembre 2007 | Mt. Lemmon Survey |
| 410219 - | 2007 RM310               | 5 settembre 2007  | CSS               |
| 410220 - | 2007 RX310               | 13 settembre 2007 | CSS               |
| 410221 - | 2007 RR313               | 12 settembre 2007 | CSS               |
| 410222 - | 2007 RN319               | 12 settembre 2007 | Mt. Lemmon Survey |
| 410223 - | 2007 RB321               | 13 settembre 2007 | LINEAR            |
| 410224 - | 2007 SA7                 | 18 settembre 2007 | Mt. Lemmon Survey |
| 410225 - | 2007 SN15                | 10 settembre 2007 | Mt. Lemmon Survey |
| 410226 - | 2007 SV19                | 18 settembre 2007 | Mt. Lemmon Survey |
| 410227 - | 2007 SA20                | 25 settembre 2007 | Mt. Lemmon Survey |
| 410228 - | 2007 SE20                | 25 settembre 2007 | Mt. Lemmon Survey |
| 410229 - | 2007 TO2                 | 2 ottobre 2007    | Majdanak          |
| 410230 - | 2007 TH8                 | 5 ottobre 2007    | BATTeRS           |
| 410231 - | 2007 TO9                 | 9 settembre 2007  | Mt. Lemmon Survey |
| 410232 - | 2007 TR15                | 4 ottobre 2007    | CSS               |
| 410233 - | 2007 TU16                | 20 settembre 2007 | CSS               |
| 410234 - | 2007 TM18                | 24 marzo 2006     | Spacewatch        |
| 410235 - | 2007 TL24                | 11 settembre 2007 | Spacewatch        |
| 410236 - | 2007 TN25                | 4 ottobre 2007    | Spacewatch        |
| 410237 - | 2007 TQ28                | 4 ottobre 2007    | Spacewatch        |
| 410238 - | 2007 TP33                | 6 ottobre 2007    | Spacewatch        |
| 410239 - | 2007 TJ34                | 6 ottobre 2007    | Spacewatch        |
| 410240 - | 2007 TG39                | 6 ottobre 2007    | Spacewatch        |
| 410241 - | 2007 TP42                | 7 ottobre 2007    | Mt. Lemmon Survey |
| 410242 - | 2007 TD44                | 7 ottobre 2007    | Spacewatch        |
| 410243 - | 2007 TN61                | 7 ottobre 2007    | Mt. Lemmon Survey |
| 410244 - | 2007 TH63                | 7 ottobre 2007    | Mt. Lemmon Survey |
| 410245 - | 2007 TN64                | 25 marzo 2006     | Spacewatch        |
| 410246 - | 2007 TL67                | 7 ottobre 2007    | CSS               |
| 410247 - | 2007 TB72                | 14 ottobre 2007   | Bickel, W.        |
| 410248 - | 2007 TY72                | 12 ottobre 2007   | LINEAR            |
| 410249 - | 2007 TX80                | 7 ottobre 2007    | Mt. Lemmon Survey |
| 410250 - | 2007 TF93                | 6 ottobre 2007    | Spacewatch        |
| 410251 - | 2007 TE95                | 7 ottobre 2007    | CSS               |
| 410252 - | 2007 TB106               | 25 settembre 2007 | Mt. Lemmon Survey |
| 410253 - | 2007 TA109               | 7 ottobre 2007    | CSS               |
| 410254 - | 2007 TH111               | 8 ottobre 2007    | CSS               |
| 410255 - | 2007 TV111               | 8 ottobre 2007    | CSS               |
| 410256 - | 2007 TY111               | 8 ottobre 2007    | CSS               |
| 410257 - | 2007 TY115               | 8 ottobre 2007    | Mt. Lemmon Survey |
| 410258 - | 2007 TN116               | 9 ottobre 2007    | Spacewatch        |
| 410259 - | 2007 TQ120               | 4 ottobre 2007    | Spacewatch        |
| 410260 - | 2007 TS120               | 4 ottobre 2007    | Spacewatch        |
| 410261 - | 2007 TK121               | 5 ottobre 2007    | Spacewatch        |
| 410262 - | 2007 TX124               | 15 settembre 2007 | Mt. Lemmon Survey |
| 410263 - | 2007 TF131               | 7 ottobre 2007    | Mt. Lemmon Survey |
| 410264 - | 2007 TR133               | 6 ottobre 2007    | LINEAR            |
| 410265 - | 2007 TS134               | 8 ottobre 2007    | Spacewatch        |
| 410266 - | 2007 TU135               | 8 ottobre 2007    | Spacewatch        |
| 410267 - | 2007 TV141               | 9 ottobre 2007    | Mt. Lemmon Survey |
| 410268 - | 2007 TJ142               | 8 ottobre 2007    | CSS               |
| 410269 - | 2007 TB147               | 7 ottobre 2007    | LINEAR            |
| 410270 - | 2007 TB148               | 15 gennaio 2005   | LINEAR            |
| 410271 - | 2007 TZ151               | 2 ottobre 1997    | ODAS              |
| 410272 - | 2007 TN155               | 9 ottobre 2007    | LINEAR            |
| 410273 - | 2007 TB160               | 7 ottobre 2007    | Spacewatch        |
| 410274 - | 2007 TX160               | 9 ottobre 2007    | LINEAR            |
| 410275 - | 2007 TH164               | 13 settembre 2007 | Mt. Lemmon Survey |
| 410276 - | 2007 TE172               | 8 settembre 2007  | Mt. Lemmon Survey |
| 410277 - | 2007 TJ176               | 5 ottobre 2007    | Spacewatch        |
| 410278 - | 2007 TZ176               | 6 ottobre 2007    | Spacewatch        |
| 410279 - | 2007 TV182               | 8 ottobre 2007    | Mt. Lemmon Survey |
| 410280 - | 2007 TH195               | 7 ottobre 2007    | Mt. Lemmon Survey |
| 410281 - | 2007 TD196               | 7 ottobre 2007    | Mt. Lemmon Survey |
| 410282 - | 2007 TR201               | 8 ottobre 2007    | Mt. Lemmon Survey |
| 410283 - | 2007 TH202               | 8 ottobre 2007    | Spacewatch        |
| 410284 - | 2007 TA203               | 8 ottobre 2007    | Mt. Lemmon Survey |
| 410285 - | 2007 TD211               | 25 settembre 2007 | Mt. Lemmon Survey |
| 410286 - | 2007 TB213               | 7 ottobre 2007    | Spacewatch        |
| 410287 - | 2007 TQ215               | 7 ottobre 2007    | Spacewatch        |
| 410288 - | 2007 TP221               | 9 ottobre 2007    | Spacewatch        |
| 410289 - | 2007 TJ227               | 8 ottobre 2007    | Spacewatch        |
| 410290 - | 2007 TK229               | 9 settembre 2007  | Mt. Lemmon Survey |
| 410291 - | 2007 TM237               | 9 ottobre 2007    | Mt. Lemmon Survey |
| 410292 - | 2007 TU253               | 8 ottobre 2007    | Mt. Lemmon Survey |
| 410293 - | 2007 TE263               | 10 ottobre 2007   | Spacewatch        |
| 410294 - | 2007 TP275               | 12 settembre 2007 | LONEOS            |
| 410295 - | 2007 TP281               | 7 ottobre 2007    | CSS               |
| 410296 - | 2007 TM310               | 11 ottobre 2007   | Spacewatch        |
| 410297 - | 2007 TJ317               | 12 ottobre 2007   | Spacewatch        |
| 410298 - | 2007 TG328               | 11 ottobre 2007   | Spacewatch        |
| 410299 - | 2007 TC337               | 12 ottobre 2007   | Spacewatch        |
| 410300 - | 2007 TD346               | 13 ottobre 2007   | Mt. Lemmon Survey |

## 410301-410400
| Nome     | Designazione provvisoria | Data di scoperta  | Scopritore              |
| -------- | ------------------------ | ----------------- | ----------------------- |
| 410301 - | 2007 TW352               | 14 ottobre 2007   | Mt. Lemmon Survey       |
| 410302 - | 2007 TR361               | 9 ottobre 2007    | LONEOS                  |
| 410303 - | 2007 TY361               | 14 ottobre 2007   | Mt. Lemmon Survey       |
| 410304 - | 2007 TW362               | 14 ottobre 2007   | Mt. Lemmon Survey       |
| 410305 - | 2007 TO369               | 11 ottobre 2007   | Spacewatch              |
| 410306 - | 2007 TX381               | 14 ottobre 2007   | Spacewatch              |
| 410307 - | 2007 TX383               | 14 ottobre 2007   | Spacewatch              |
| 410308 - | 2007 TM386               | 15 ottobre 2007   | CSS                     |
| 410309 - | 2007 TT400               | 18 settembre 2007 | Mt. Lemmon Survey       |
| 410310 - | 2007 TU402               | 15 ottobre 2007   | Mt. Lemmon Survey       |
| 410311 - | 2007 TK404               | 17 marzo 2005     | Spacewatch              |
| 410312 - | 2007 TZ408               | 15 ottobre 2007   | CSS                     |
| 410313 - | 2007 TL410               | 13 ottobre 2007   | CSS                     |
| 410314 - | 2007 TE425               | 8 ottobre 2007    | Spacewatch              |
| 410315 - | 2007 TH425               | 8 ottobre 2007    | Mt. Lemmon Survey       |
| 410316 - | 2007 TT428               | 11 ottobre 2007   | Spacewatch              |
| 410317 - | 2007 TH434               | 8 ottobre 2007    | LONEOS                  |
| 410318 - | 2007 TY434               | 12 ottobre 2007   | CSS                     |
| 410319 - | 2007 TP435               | 14 ottobre 2007   | Spacewatch              |
| 410320 - | 2007 TG441               | 8 ottobre 2007    | CSS                     |
| 410321 - | 2007 TT452               | 12 ottobre 2007   | Mt. Lemmon Survey       |
| 410322 - | 2007 TE453               | 15 ottobre 2007   | Mt. Lemmon Survey       |
| 410323 - | 2007 UK2                 | 18 ottobre 2007   | Lowe, A.                |
| 410324 - | 2007 UX6                 | 20 ottobre 2007   | Sarneczky, K., Kiss, L. |
| 410325 - | 2007 UX9                 | 8 ottobre 2007    | LONEOS                  |
| 410326 - | 2007 UQ11                | 19 ottobre 2007   | LINEAR                  |
| 410327 - | 2007 UT12                | 16 ottobre 2007   | Klet                    |
| 410328 - | 2007 UQ21                | 16 ottobre 2007   | Spacewatch              |
| 410329 - | 2007 UL22                | 15 settembre 2007 | Mt. Lemmon Survey       |
| 410330 - | 2007 US29                | 9 ottobre 2007    | Mt. Lemmon Survey       |
| 410331 - | 2007 UR47                | 19 ottobre 2007   | CSS                     |
| 410332 - | 2007 UP50                | 24 ottobre 2007   | Mt. Lemmon Survey       |
| 410333 - | 2007 US52                | 24 ottobre 2007   | Mt. Lemmon Survey       |
| 410334 - | 2007 UB57                | 10 settembre 2007 | Mt. Lemmon Survey       |
| 410335 - | 2007 UQ61                | 30 ottobre 2007   | Spacewatch              |
| 410336 - | 2007 UO65                | 31 ottobre 2007   | CSS                     |
| 410337 - | 2007 UW67                | 30 ottobre 2007   | Mt. Lemmon Survey       |
| 410338 - | 2007 US73                | 31 ottobre 2007   | Mt. Lemmon Survey       |
| 410339 - | 2007 UV75                | 31 ottobre 2007   | Mt. Lemmon Survey       |
| 410340 - | 2007 UZ76                | 31 ottobre 2007   | Mt. Lemmon Survey       |
| 410341 - | 2007 UB79                | 18 settembre 2007 | Mt. Lemmon Survey       |
| 410342 - | 2007 UX89                | 21 ottobre 2007   | Spacewatch              |
| 410343 - | 2007 UT90                | 30 ottobre 2007   | Mt. Lemmon Survey       |
| 410344 - | 2007 UM103               | 17 ottobre 2007   | Mt. Lemmon Survey       |
| 410345 - | 2007 UR103               | 2 ottobre 2003    | Spacewatch              |
| 410346 - | 2007 UX105               | 30 ottobre 2007   | Spacewatch              |
| 410347 - | 2007 UA120               | 30 ottobre 2007   | Mt. Lemmon Survey       |
| 410348 - | 2007 UF124               | 4 ottobre 2007    | Spacewatch              |
| 410349 - | 2007 UZ128               | 30 ottobre 2007   | Spacewatch              |
| 410350 - | 2007 UD135               | 31 ottobre 2007   | Spacewatch              |
| 410351 - | 2007 VJ5                 | 3 novembre 2007   | Chante-Perdrix          |
| 410352 - | 2007 VC11                | 2 novembre 2007   | Spacewatch              |
| 410353 - | 2007 VE11                | 2 novembre 2007   | Mt. Lemmon Survey       |
| 410354 - | 2007 VK12                | 22 agosto 2007    | LONEOS                  |
| 410355 - | 2007 VP29                | 5 novembre 2007   | Spacewatch              |
| 410356 - | 2007 VW29                | 1º novembre 2007  | Spacewatch              |
| 410357 - | 2007 VW43                | 1º novembre 2007  | Spacewatch              |
| 410358 - | 2007 VW48                | 1º novembre 2007  | Spacewatch              |
| 410359 - | 2007 VL51                | 1º novembre 2007  | Spacewatch              |
| 410360 - | 2007 VY51                | 1º novembre 2007  | Spacewatch              |
| 410361 - | 2007 VT54                | 1º novembre 2007  | Spacewatch              |
| 410362 - | 2007 VN61                | 1º novembre 2007  | Spacewatch              |
| 410363 - | 2007 VG64                | 1º novembre 2007  | Spacewatch              |
| 410364 - | 2007 VM76                | 3 novembre 2007   | Spacewatch              |
| 410365 - | 2007 VY81                | 6 ottobre 2007    | Spacewatch              |
| 410366 - | 2007 VV90                | 5 novembre 2007   | Spacewatch              |
| 410367 - | 2007 VZ144               | 4 novembre 2007   | Spacewatch              |
| 410368 - | 2007 VQ145               | 4 novembre 2007   | Spacewatch              |
| 410369 - | 2007 VP150               | 4 ottobre 2007    | Spacewatch              |
| 410370 - | 2007 VN153               | 4 novembre 2007   | Spacewatch              |
| 410371 - | 2007 VQ156               | 5 novembre 2007   | Mt. Lemmon Survey       |
| 410372 - | 2007 VC158               | 20 ottobre 2007   | Mt. Lemmon Survey       |
| 410373 - | 2007 VL168               | 15 settembre 2007 | Mt. Lemmon Survey       |
| 410374 - | 2007 VD176               | 8 ottobre 2007    | Mt. Lemmon Survey       |
| 410375 - | 2007 VP180               | 7 novembre 2007   | CSS                     |
| 410376 - | 2007 VE198               | 8 novembre 2007   | Mt. Lemmon Survey       |
| 410377 - | 2007 VK216               | 9 novembre 2007   | Spacewatch              |
| 410378 - | 2007 VW216               | 1º novembre 2007  | Spacewatch              |
| 410379 - | 2007 VL220               | 9 novembre 2007   | Spacewatch              |
| 410380 - | 2007 VO237               | 11 novembre 2007  | Mt. Lemmon Survey       |
| 410381 - | 2007 VF238               | 14 settembre 2007 | Mt. Lemmon Survey       |
| 410382 - | 2007 VT267               | 7 novembre 2007   | LINEAR                  |
| 410383 - | 2007 VO268               | 8 ottobre 2007    | Spacewatch              |
| 410384 - | 2007 VK275               | 16 ottobre 2007   | Mt. Lemmon Survey       |
| 410385 - | 2007 VG276               | 13 novembre 2007  | Mt. Lemmon Survey       |
| 410386 - | 2007 VJ282               | 14 novembre 2007  | Spacewatch              |
| 410387 - | 2007 VC287               | 2 novembre 2007   | Mt. Lemmon Survey       |
| 410388 - | 2007 VT310               | 11 novembre 2007  | Mt. Lemmon Survey       |
| 410389 - | 2007 VJ312               | 3 novembre 2007   | Mt. Lemmon Survey       |
| 410390 - | 2007 VU324               | 8 novembre 2007   | CSS                     |
| 410391 - | 2007 WV                  | 17 novembre 2007  | OAM                     |
| 410392 - | 2007 WD4                 | 14 settembre 2007 | Mt. Lemmon Survey       |
| 410393 - | 2007 WR11                | 9 novembre 2007   | CSS                     |
| 410394 - | 2007 WH20                | 18 novembre 2007  | Mt. Lemmon Survey       |
| 410395 - | 2007 WN20                | 9 novembre 2007   | Mt. Lemmon Survey       |
| 410396 - | 2007 WL41                | 24 maggio 2006    | Mt. Lemmon Survey       |
| 410397 - | 2007 WB46                | 20 novembre 2007  | Mt. Lemmon Survey       |
| 410398 - | 2007 XX5                 | 3 novembre 2007   | Mt. Lemmon Survey       |
| 410399 - | 2007 XJ9                 | 20 ottobre 2003   | Spacewatch              |
| 410400 - | 2007 XX20                | 17 novembre 2007  | Spacewatch              |

## 410401-410500
| Nome                | Designazione provvisoria | Data di scoperta | Scopritore            |
| ------------------- | ------------------------ | ---------------- | --------------------- |
| 410401 -            | 2007 XZ21                | 19 novembre 2007 | Spacewatch            |
| 410402 -            | 2007 XR22                | 10 dicembre 2007 | LINEAR                |
| 410403 -            | 2007 XT24                | 15 dicembre 2007 | Christophe, B.        |
| 410404 -            | 2007 XH30                | 15 dicembre 2007 | Spacewatch            |
| 410405 -            | 2007 XR30                | 4 dicembre 2007  | Mt. Lemmon Survey     |
| 410406 -            | 2007 XR42                | 15 dicembre 2007 | Spacewatch            |
| 410407 -            | 2007 XW51                | 5 dicembre 2007  | Spacewatch            |
| 410408 -            | 2007 XP56                | 3 dicembre 2007  | Spacewatch            |
| 410409 -            | 2007 YK9                 | 16 dicembre 2007 | Mt. Lemmon Survey     |
| 410410 -            | 2007 YF12                | 17 dicembre 2007 | Mt. Lemmon Survey     |
| 410411 -            | 2007 YS36                | 3 novembre 2007  | Mt. Lemmon Survey     |
| 410412 -            | 2007 YT50                | 28 dicembre 2007 | Spacewatch            |
| 410413 -            | 2007 YQ51                | 30 dicembre 2007 | Spacewatch            |
| 410414 -            | 2007 YE67                | 31 dicembre 2007 | Spacewatch            |
| 410415 -            | 2007 YZ70                | 16 dicembre 2007 | LINEAR                |
| 410416 -            | 2008 AY31                | 12 gennaio 2008  | OAM                   |
| 410417 -            | 2008 AY33                | 10 gennaio 2008  | Mt. Lemmon Survey     |
| 410418 -            | 2008 AW34                | 8 novembre 2007  | Mt. Lemmon Survey     |
| 410419 -            | 2008 AA36                | 10 gennaio 2008  | Spacewatch            |
| 410420 -            | 2008 AZ37                | 10 gennaio 2008  | Mt. Lemmon Survey     |
| 410421 -            | 2008 AY40                | 19 dicembre 2007 | Mt. Lemmon Survey     |
| 410422 -            | 2008 AG44                | 10 gennaio 2008  | Spacewatch            |
| 410423 -            | 2008 AV65                | 11 gennaio 2008  | Spacewatch            |
| 410424 -            | 2008 AV86                | 11 gennaio 2008  | CSS                   |
| 410425 -            | 2008 AH91                | 30 dicembre 2007 | Spacewatch            |
| 410426 -            | 2008 AY104               | 15 gennaio 2008  | Spacewatch            |
| 410427 -            | 2008 BH3                 | 11 novembre 2007 | Mt. Lemmon Survey     |
| 410428 -            | 2008 BJ15                | 29 gennaio 2008  | Jarnac                |
| 410429 -            | 2008 BQ18                | 30 dicembre 2007 | CSS                   |
| 410430 -            | 2008 BC19                | 17 dicembre 2007 | Spacewatch            |
| 410431 -            | 2008 BT19                | 30 gennaio 2008  | Spacewatch            |
| 410432 -            | 2008 BM25                | 23 ottobre 1995  | Spacewatch            |
| 410433 -            | 2008 BY30                | 30 gennaio 2008  | Mt. Lemmon Survey     |
| 410434 -            | 2008 BZ31                | 30 gennaio 2008  | Mt. Lemmon Survey     |
| 410435 -            | 2008 BU41                | 30 gennaio 2008  | CSS                   |
| 410436 -            | 2008 BX45                | 18 gennaio 2008  | Spacewatch            |
| 410437 -            | 2008 BM46                | 30 gennaio 2008  | CSS                   |
| 410438 -            | 2008 BA51                | 31 gennaio 2008  | Mt. Lemmon Survey     |
| 410439 -            | 2008 BL51                | 16 gennaio 2008  | Mt. Lemmon Survey     |
| 410440 -            | 2008 CX6                 | 31 dicembre 2007 | Spacewatch            |
| 410441 -            | 2008 CP12                | 3 febbraio 2008  | Spacewatch            |
| 410442 -            | 2008 CB23                | 1º febbraio 2008 | Spacewatch            |
| 410443 -            | 2008 CF30                | 2 febbraio 2008  | Spacewatch            |
| 410444 -            | 2008 CC44                | 2 febbraio 2008  | Spacewatch            |
| 410445 -            | 2008 CZ59                | 7 febbraio 2008  | Spacewatch            |
| 410446 -            | 2008 CF66                | 8 febbraio 2008  | Mt. Lemmon Survey     |
| 410447 -            | 2008 CU71                | 7 febbraio 2008  | CSS                   |
| 410448 -            | 2008 CE72                | 10 febbraio 2008 | Kling, R., Zimmer, U. |
| 410449 -            | 2008 CZ79                | 7 febbraio 2008  | Spacewatch            |
| 410450 -            | 2008 CR86                | 7 febbraio 2008  | Mt. Lemmon Survey     |
| 410451 -            | 2008 CH106               | 11 novembre 2006 | Mt. Lemmon Survey     |
| 410452 -            | 2008 CU108               | 18 gennaio 2008  | Mt. Lemmon Survey     |
| 410453 -            | 2008 CL109               | 9 febbraio 2008  | Spacewatch            |
| 410454 -            | 2008 CF117               | 5 dicembre 2007  | Mt. Lemmon Survey     |
| 410455 -            | 2008 CK123               | 7 febbraio 2008  | Mt. Lemmon Survey     |
| 410456 -            | 2008 CN123               | 7 febbraio 2008  | Mt. Lemmon Survey     |
| 410457 -            | 2008 CB133               | 8 febbraio 2008  | Spacewatch            |
| 410458 -            | 2008 CL144               | 9 febbraio 2008  | LONEOS                |
| 410459 -            | 2008 CT150               | 30 gennaio 2008  | Spacewatch            |
| 410460 -            | 2008 CQ156               | 9 febbraio 2008  | Spacewatch            |
| 410461 -            | 2008 CJ179               | 6 febbraio 2008  | CSS                   |
| 410462 -            | 2008 CB180               | 8 febbraio 2008  | CSS                   |
| 410463 -            | 2008 CL180               | 9 febbraio 2008  | CSS                   |
| 410464 -            | 2008 CJ182               | 20 dicembre 2007 | Mt. Lemmon Survey     |
| 410465 -            | 2008 CW190               | 1º febbraio 2008 | Spacewatch            |
| 410466 -            | 2008 CM196               | 13 febbraio 2008 | Mt. Lemmon Survey     |
| 410467 -            | 2008 CO197               | 9 febbraio 2008  | Spacewatch            |
| 410468 -            | 2008 CB199               | 13 febbraio 2008 | Spacewatch            |
| 410469 -            | 2008 CX201               | 10 febbraio 2008 | Spacewatch            |
| 410470 -            | 2008 CH202               | 7 febbraio 2008  | Spacewatch            |
| 410471 -            | 2008 CZ207               | 12 febbraio 2008 | Spacewatch            |
| 410472 -            | 2008 CB212               | 7 febbraio 2008  | LINEAR                |
| 410473 -            | 2008 CH212               | 7 febbraio 2008  | Mt. Lemmon Survey     |
| 410474 -            | 2008 CY214               | 12 febbraio 2008 | Spacewatch            |
| 410475 Robertschulz | 2008 DN                  | 24 febbraio 2008 | Gierlinger, R.        |
| 410476 -            | 2008 DO4                 | 7 febbraio 2008  | LINEAR                |
| 410477 -            | 2008 DW11                | 30 dicembre 2007 | Mt. Lemmon Survey     |
| 410478 -            | 2008 DN12                | 26 febbraio 2008 | Spacewatch            |
| 410479 -            | 2008 DY13                | 26 febbraio 2008 | Mt. Lemmon Survey     |
| 410480 -            | 2008 DM17                | 24 febbraio 2008 | Spacewatch            |
| 410481 -            | 2008 DZ26                | 19 gennaio 2008  | Mt. Lemmon Survey     |
| 410482 -            | 2008 DP27                | 29 febbraio 2008 | Spacewatch            |
| 410483 -            | 2008 DF28                | 24 febbraio 2008 | Mt. Lemmon Survey     |
| 410484 -            | 2008 DG31                | 8 febbraio 2008  | Mt. Lemmon Survey     |
| 410485 -            | 2008 DU31                | 27 febbraio 2008 | Spacewatch            |
| 410486 -            | 2008 DE32                | 27 febbraio 2008 | Spacewatch            |
| 410487 -            | 2008 DE38                | 27 febbraio 2008 | Spacewatch            |
| 410488 -            | 2008 DJ44                | 30 gennaio 2008  | Spacewatch            |
| 410489 -            | 2008 DN54                | 27 febbraio 2008 | CSS                   |
| 410490 -            | 2008 DQ55                | 27 febbraio 2008 | Spacewatch            |
| 410491 -            | 2008 DF64                | 28 febbraio 2008 | Mt. Lemmon Survey     |
| 410492 -            | 2008 DQ67                | 29 febbraio 2008 | Spacewatch            |
| 410493 -            | 2008 DZ68                | 29 febbraio 2008 | Spacewatch            |
| 410494 -            | 2008 DG83                | 28 febbraio 2008 | Spacewatch            |
| 410495 -            | 2008 DR87                | 28 febbraio 2008 | Spacewatch            |
| 410496 -            | 2008 ES14                | 1º marzo 2008    | Spacewatch            |
| 410497 -            | 2008 EG15                | 1º marzo 2008    | Spacewatch            |
| 410498 -            | 2008 EC22                | 2 marzo 2008     | Spacewatch            |
| 410499 -            | 2008 ES30                | 5 marzo 2008     | Spacewatch            |
| 410500 -            | 2008 EX35                | 3 marzo 2008     | Spacewatch            |

## 410501-410600
| Nome     | Designazione provvisoria | Data di scoperta | Scopritore             |
| -------- | ------------------------ | ---------------- | ---------------------- |
| 410501 - | 2008 EO42                | 4 marzo 2008     | Mt. Lemmon Survey      |
| 410502 - | 2008 EC44                | 5 marzo 2008     | CSS                    |
| 410503 - | 2008 EX54                | 6 marzo 2008     | Spacewatch             |
| 410504 - | 2008 EX73                | 7 marzo 2008     | Spacewatch             |
| 410505 - | 2008 EP82                | 3 marzo 2008     | PMO NEO Survey Program |
| 410506 - | 2008 EV82                | 9 febbraio 2008  | CSS                    |
| 410507 - | 2008 EM88                | 11 marzo 2008    | CSS                    |
| 410508 - | 2008 EM99                | 4 marzo 2008     | CSS                    |
| 410509 - | 2008 EV110               | 8 marzo 2008     | Spacewatch             |
| 410510 - | 2008 EC115               | 29 febbraio 2008 | Spacewatch             |
| 410511 - | 2008 EP116               | 9 febbraio 2008  | Mt. Lemmon Survey      |
| 410512 - | 2008 EU118               | 10 febbraio 2008 | Mt. Lemmon Survey      |
| 410513 - | 2008 EX125               | 10 marzo 2008    | Spacewatch             |
| 410514 - | 2008 EC128               | 11 marzo 2008    | Spacewatch             |
| 410515 - | 2008 EJ139               | 11 marzo 2008    | Spacewatch             |
| 410516 - | 2008 EG143               | 13 marzo 2008    | Mt. Lemmon Survey      |
| 410517 - | 2008 EJ148               | 2 marzo 2008     | Spacewatch             |
| 410518 - | 2008 EN152               | 10 marzo 2008    | Mt. Lemmon Survey      |
| 410519 - | 2008 EA153               | 11 marzo 2008    | Mt. Lemmon Survey      |
| 410520 - | 2008 EG156               | 1º marzo 2008    | Spacewatch             |
| 410521 - | 2008 EQ158               | 10 marzo 2008    | Spacewatch             |
| 410522 - | 2008 ET162               | 13 marzo 2008    | Spacewatch             |
| 410523 - | 2008 ES165               | 4 marzo 2008     | Spacewatch             |
| 410524 - | 2008 EC166               | 5 marzo 2008     | Spacewatch             |
| 410525 - | 2008 EU168               | 12 marzo 2008    | Mt. Lemmon Survey      |
| 410526 - | 2008 EW168               | 13 marzo 2008    | LINEAR                 |
| 410527 - | 2008 FF1                 | 25 marzo 2008    | Spacewatch             |
| 410528 - | 2008 FQ2                 | 3 marzo 2008     | PMO NEO Survey Program |
| 410529 - | 2008 FK4                 | 25 marzo 2008    | Spacewatch             |
| 410530 - | 2008 FK5                 | 29 marzo 2008    | CSS                    |
| 410531 - | 2008 FO7                 | 29 marzo 2008    | Tucker, R. A.          |
| 410532 - | 2008 FE11                | 26 marzo 2008    | Spacewatch             |
| 410533 - | 2008 FR37                | 28 marzo 2008    | Spacewatch             |
| 410534 - | 2008 FN39                | 28 marzo 2008    | Spacewatch             |
| 410535 - | 2008 FW49                | 10 marzo 2008    | Spacewatch             |
| 410536 - | 2008 FE50                | 12 marzo 2008    | Spacewatch             |
| 410537 - | 2008 FV55                | 13 febbraio 2008 | Spacewatch             |
| 410538 - | 2008 FS56                | 28 marzo 2008    | Mt. Lemmon Survey      |
| 410539 - | 2008 FR59                | 29 marzo 2008    | Mt. Lemmon Survey      |
| 410540 - | 2008 FK60                | 29 marzo 2008    | CSS                    |
| 410541 - | 2008 FW69                | 28 marzo 2008    | Spacewatch             |
| 410542 - | 2008 FM73                | 5 marzo 2008     | Mt. Lemmon Survey      |
| 410543 - | 2008 FC75                | 31 marzo 2008    | Mt. Lemmon Survey      |
| 410544 - | 2008 FC83                | 10 marzo 2008    | Spacewatch             |
| 410545 - | 2008 FL97                | 13 marzo 2008    | Spacewatch             |
| 410546 - | 2008 FB101               | 30 marzo 2008    | Spacewatch             |
| 410547 - | 2008 FU103               | 30 marzo 2008    | Spacewatch             |
| 410548 - | 2008 FO111               | 31 marzo 2008    | Mt. Lemmon Survey      |
| 410549 - | 2008 FE122               | 30 marzo 2008    | CSS                    |
| 410550 - | 2008 FR132               | 28 marzo 2008    | Spacewatch             |
| 410551 - | 2008 FA135               | 31 marzo 2008    | Spacewatch             |
| 410552 - | 2008 GG6                 | 1º aprile 2008   | Spacewatch             |
| 410553 - | 2008 GX6                 | 1º aprile 2008   | Spacewatch             |
| 410554 - | 2008 GJ10                | 1º aprile 2008   | Spacewatch             |
| 410555 - | 2008 GJ17                | 4 aprile 2008    | Spacewatch             |
| 410556 - | 2008 GA20                | 4 aprile 2008    | Spacewatch             |
| 410557 - | 2008 GF26                | 1º aprile 2008   | Mt. Lemmon Survey      |
| 410558 - | 2008 GM32                | 3 aprile 2008    | Spacewatch             |
| 410559 - | 2008 GO32                | 30 marzo 2008    | Spacewatch             |
| 410560 - | 2008 GL34                | 27 marzo 2008    | Mt. Lemmon Survey      |
| 410561 - | 2008 GD35                | 3 aprile 2008    | Spacewatch             |
| 410562 - | 2008 GM38                | 3 aprile 2008    | Mt. Lemmon Survey      |
| 410563 - | 2008 GO40                | 29 marzo 2008    | Spacewatch             |
| 410564 - | 2008 GS40                | 4 aprile 2008    | Spacewatch             |
| 410565 - | 2008 GD42                | 29 marzo 2008    | Spacewatch             |
| 410566 - | 2008 GT44                | 4 aprile 2008    | Mt. Lemmon Survey      |
| 410567 - | 2008 GF48                | 5 aprile 2008    | Spacewatch             |
| 410568 - | 2008 GF53                | 10 marzo 2008    | Mt. Lemmon Survey      |
| 410569 - | 2008 GP68                | 29 marzo 2008    | Spacewatch             |
| 410570 - | 2008 GS68                | 6 aprile 2008    | Spacewatch             |
| 410571 - | 2008 GQ77                | 7 aprile 2008    | Spacewatch             |
| 410572 - | 2008 GT78                | 7 aprile 2008    | Spacewatch             |
| 410573 - | 2008 GT82                | 19 gennaio 2008  | Mt. Lemmon Survey      |
| 410574 - | 2008 GR89                | 25 ottobre 2005  | Mt. Lemmon Survey      |
| 410575 - | 2008 GE90                | 4 marzo 2008     | Mt. Lemmon Survey      |
| 410576 - | 2008 GS90                | 29 marzo 2008    | Mt. Lemmon Survey      |
| 410577 - | 2008 GL99                | 9 aprile 2008    | Spacewatch             |
| 410578 - | 2008 GF102               | 10 aprile 2008   | Spacewatch             |
| 410579 - | 2008 GT103               | 28 marzo 2008    | Spacewatch             |
| 410580 - | 2008 GV103               | 11 aprile 2008   | Spacewatch             |
| 410581 - | 2008 GG110               | 10 marzo 2008    | Spacewatch             |
| 410582 - | 2008 GN113               | 9 aprile 2008    | Spacewatch             |
| 410583 - | 2008 GJ114               | 10 marzo 2008    | Mt. Lemmon Survey      |
| 410584 - | 2008 GZ121               | 13 aprile 2008   | Spacewatch             |
| 410585 - | 2008 GU123               | 2 febbraio 2008  | Mt. Lemmon Survey      |
| 410586 - | 2008 GN128               | 30 marzo 2008    | CSS                    |
| 410587 - | 2008 GS129               | 4 aprile 2008    | Spacewatch             |
| 410588 - | 2008 GR132               | 14 aprile 2008   | Spacewatch             |
| 410589 - | 2008 GZ136               | 8 aprile 2008    | Spacewatch             |
| 410590 - | 2008 GB140               | 6 aprile 2008    | Spacewatch             |
| 410591 - | 2008 GF142               | 5 aprile 2008    | CSS                    |
| 410592 - | 2008 GU145               | 11 aprile 2008   | LINEAR                 |
| 410593 - | 2008 GL146               | 15 aprile 2008   | Mt. Lemmon Survey      |
| 410594 - | 2008 HZ2                 | 2 marzo 2008     | Mt. Lemmon Survey      |
| 410595 - | 2008 HG4                 | 4 marzo 2008     | Mt. Lemmon Survey      |
| 410596 - | 2008 HJ25                | 27 aprile 2008   | Mt. Lemmon Survey      |
| 410597 - | 2008 HW25                | 4 aprile 2008    | Spacewatch             |
| 410598 - | 2008 HN27                | 27 aprile 2008   | Spacewatch             |
| 410599 - | 2008 HL32                | 29 marzo 2008    | Spacewatch             |
| 410600 - | 2008 HG35                | 28 aprile 2008   | Spacewatch             |

## 410601-410700
| Nome         | Designazione provvisoria | Data di scoperta  | Scopritore                        |
| ------------ | ------------------------ | ----------------- | --------------------------------- |
| 410601 -     | 2008 HC54                | 29 aprile 2008    | Spacewatch                        |
| 410602 -     | 2008 HS59                | 30 aprile 2008    | Spacewatch                        |
| 410603 -     | 2008 HY66                | 28 aprile 2008    | Spacewatch                        |
| 410604 -     | 2008 JU17                | 4 maggio 2008     | Spacewatch                        |
| 410605 -     | 2008 JF24                | 8 maggio 2008     | Mt. Lemmon Survey                 |
| 410606 -     | 2008 JK31                | 29 marzo 2008     | Spacewatch                        |
| 410607 -     | 2008 JZ37                | 1º maggio 2008    | Spacewatch                        |
| 410608 -     | 2008 KH25                | 14 maggio 2008    | Mt. Lemmon Survey                 |
| 410609 -     | 2008 LG                  | 1º giugno 2008    | Spacewatch                        |
| 410610 -     | 2008 LK13                | 7 giugno 2008     | Spacewatch                        |
| 410611 -     | 2008 MM                  | 24 giugno 2008    | Siding Spring Survey              |
| 410612 -     | 2008 MV4                 | 29 giugno 2008    | Bickel, W.                        |
| 410613 -     | 2008 NJ2                 | 1º luglio 2008    | Astronomical Research Observatory |
| 410614 -     | 2008 OL11                | 31 luglio 2008    | OAM                               |
| 410615 -     | 2008 OT13                | 29 luglio 2008    | OAM                               |
| 410616 -     | 2008 OG23                | 30 luglio 2008    | Mt. Lemmon Survey                 |
| 410617 -     | 2008 PN3                 | 4 agosto 2008     | Tozzi, F.                         |
| 410618 -     | 2008 PP5                 | 1º agosto 2008    | OAM                               |
| 410619 Fabry | 2008 PL6                 | 2 agosto 2008     | Sogorb, P.                        |
| 410620 -     | 2008 PG11                | 7 agosto 2008     | Broughton, J.                     |
| 410621 -     | 2008 PV21                | 2 agosto 2008     | OAM                               |
| 410622 -     | 2008 QF                  | 21 agosto 2008    | Spacewatch                        |
| 410623 -     | 2008 QX23                | 21 agosto 2008    | Spacewatch                        |
| 410624 -     | 2008 QF34                | 29 agosto 2008    | OAM                               |
| 410625 -     | 2008 QK36                | 20 agosto 2008    | Spacewatch                        |
| 410626 -     | 2008 QV47                | 23 agosto 2008    | Spacewatch                        |
| 410627 -     | 2008 RG1                 | 4 settembre 2008  | LINEAR                            |
| 410628 -     | 2008 RS3                 | 2 settembre 2008  | Spacewatch                        |
| 410629 -     | 2008 RQ12                | 3 settembre 2008  | Spacewatch                        |
| 410630 -     | 2008 RD19                | 4 settembre 2008  | Spacewatch                        |
| 410631 -     | 2008 RA20                | 24 agosto 2008    | Spacewatch                        |
| 410632 -     | 2008 RA30                | 2 settembre 2008  | Spacewatch                        |
| 410633 -     | 2008 RR33                | 2 settembre 2008  | Spacewatch                        |
| 410634 -     | 2008 RN37                | 2 settembre 2008  | Spacewatch                        |
| 410635 -     | 2008 RP46                | 2 settembre 2008  | Spacewatch                        |
| 410636 -     | 2008 RY51                | 3 settembre 2008  | Spacewatch                        |
| 410637 -     | 2008 RU67                | 4 settembre 2008  | Spacewatch                        |
| 410638 -     | 2008 RQ71                | 6 settembre 2008  | Mt. Lemmon Survey                 |
| 410639 -     | 2008 RZ74                | 6 settembre 2008  | Mt. Lemmon Survey                 |
| 410640 -     | 2008 RC87                | 5 settembre 2008  | Spacewatch                        |
| 410641 -     | 2008 RX91                | 6 settembre 2008  | Spacewatch                        |
| 410642 -     | 2008 RR106               | 7 settembre 2008  | CSS                               |
| 410643 -     | 2008 RN111               | 4 settembre 2008  | Spacewatch                        |
| 410644 -     | 2008 RK119               | 4 settembre 2008  | Spacewatch                        |
| 410645 -     | 2008 RW131               | 7 settembre 2008  | Mt. Lemmon Survey                 |
| 410646 -     | 2008 RG137               | 5 settembre 2008  | Spacewatch                        |
| 410647 -     | 2008 RE138               | 6 settembre 2008  | CSS                               |
| 410648 -     | 2008 RA145               | 5 settembre 2008  | Spacewatch                        |
| 410649 -     | 2008 SO                  | 21 settembre 2008 | Spacewatch                        |
| 410650 -     | 2008 SQ1                 | 23 settembre 2008 | CSS                               |
| 410651 -     | 2008 SX19                | 22 settembre 2003 | Spacewatch                        |
| 410652 -     | 2008 SG27                | 19 settembre 2008 | Spacewatch                        |
| 410653 -     | 2008 ST31                | 20 settembre 2008 | CSS                               |
| 410654 -     | 2008 SW44                | 20 settembre 2008 | Spacewatch                        |
| 410655 -     | 2008 SC57                | 20 settembre 2008 | Spacewatch                        |
| 410656 -     | 2008 SW66                | 21 settembre 2008 | CSS                               |
| 410657 -     | 2008 SF83                | 27 settembre 2008 | Modra                             |
| 410658 -     | 2008 SH137               | 23 settembre 2008 | Mt. Lemmon Survey                 |
| 410659 -     | 2008 SJ150               | 28 settembre 2008 | Bastia                            |
| 410660 -     | 2008 ST150               | 30 settembre 2008 | Mt. Lemmon Survey                 |
| 410661 -     | 2008 SE151               | 28 settembre 2008 | CSS                               |
| 410662 -     | 2008 SD152               | 29 settembre 2008 | Teamo, N.                         |
| 410663 -     | 2008 SC157               | 24 settembre 2008 | LINEAR                            |
| 410664 -     | 2008 SJ158               | 24 settembre 2008 | LINEAR                            |
| 410665 -     | 2008 SG161               | 19 settembre 2008 | Spacewatch                        |
| 410666 -     | 2008 SY173               | 22 settembre 2008 | CSS                               |
| 410667 -     | 2008 SG193               | 25 settembre 2008 | Spacewatch                        |
| 410668 -     | 2008 SC202               | 26 settembre 2008 | Spacewatch                        |
| 410669 -     | 2008 ST219               | 30 settembre 2008 | OAM                               |
| 410670 -     | 2008 SF267               | 22 settembre 2008 | CSS                               |
| 410671 -     | 2008 SU301               | 23 settembre 2008 | Mt. Lemmon Survey                 |
| 410672 -     | 2008 TC97                | 6 ottobre 2008    | Spacewatch                        |
| 410673 -     | 2008 UT23                | 20 ottobre 2008   | Spacewatch                        |
| 410674 -     | 2008 UY55                | 10 ottobre 2008   | Mt. Lemmon Survey                 |
| 410675 -     | 2008 UZ66                | 21 ottobre 2008   | Spacewatch                        |
| 410676 -     | 2008 UA75                | 21 ottobre 2008   | Spacewatch                        |
| 410677 -     | 2008 UM169               | 24 ottobre 2008   | Spacewatch                        |
| 410678 -     | 2008 UC205               | 24 ottobre 2008   | Siding Spring Survey              |
| 410679 -     | 2008 US288               | 28 ottobre 2008   | Mt. Lemmon Survey                 |
| 410680 -     | 2008 UW360               | 24 ottobre 2008   | CSS                               |
| 410681 -     | 2008 UX366               | 24 ottobre 2008   | LINEAR                            |
| 410682 -     | 2008 VJ21                | 1º novembre 2008  | Mt. Lemmon Survey                 |
| 410683 -     | 2008 VA56                | 6 novembre 2008   | Mt. Lemmon Survey                 |
| 410684 -     | 2008 WR45                | 5 novembre 2008   | Spacewatch                        |
| 410685 -     | 2008 WA59                | 22 novembre 2008  | Hug, G.                           |
| 410686 -     | 2008 WU81                | 20 novembre 2008  | Spacewatch                        |
| 410687 -     | 2008 WR128               | 21 novembre 2008  | Spacewatch                        |
| 410688 -     | 2008 WF141               | 21 novembre 2008  | Spacewatch                        |
| 410689 -     | 2008 XK18                | 1º dicembre 2008  | Spacewatch                        |
| 410690 -     | 2008 XT32                | 23 ottobre 2008   | Spacewatch                        |
| 410691 -     | 2008 XP41                | 2 dicembre 2008   | Spacewatch                        |
| 410692 -     | 2008 XM48                | 4 dicembre 2008   | Mt. Lemmon Survey                 |
| 410693 -     | 2008 XO49                | 7 dicembre 2008   | Mt. Lemmon Survey                 |
| 410694 -     | 2008 YE17                | 21 dicembre 2008  | Mt. Lemmon Survey                 |
| 410695 -     | 2008 YV18                | 21 dicembre 2008  | Mt. Lemmon Survey                 |
| 410696 -     | 2008 YA80                | 24 novembre 2008  | Mt. Lemmon Survey                 |
| 410697 -     | 2008 YZ84                | 8 novembre 2008   | Mt. Lemmon Survey                 |
| 410698 -     | 2008 YO103               | 29 dicembre 2008  | Spacewatch                        |
| 410699 -     | 2008 YB128               | 30 dicembre 2008  | Spacewatch                        |
| 410700 -     | 2008 YJ157               | 30 dicembre 2008  | Spacewatch                        |

## 410701-410800
| Nome     | Designazione provvisoria | Data di scoperta  | Scopritore             |
| -------- | ------------------------ | ----------------- | ---------------------- |
| 410701 - | 2008 YQ159               | 21 dicembre 2008  | Spacewatch             |
| 410702 - | 2008 YH162               | 20 novembre 2008  | Mt. Lemmon Survey      |
| 410703 - | 2009 AN12                | 2 gennaio 2009    | Mt. Lemmon Survey      |
| 410704 - | 2009 AJ28                | 22 dicembre 2008  | Mt. Lemmon Survey      |
| 410705 - | 2009 AE33                | 15 gennaio 2009   | Spacewatch             |
| 410706 - | 2009 AD34                | 15 gennaio 2009   | Spacewatch             |
| 410707 - | 2009 AM40                | 7 gennaio 2009    | Spacewatch             |
| 410708 - | 2009 AA44                | 3 gennaio 2009    | Mt. Lemmon Survey      |
| 410709 - | 2009 BQ10                | 21 gennaio 2009   | Tozzi, F.              |
| 410710 - | 2009 BQ24                | 17 gennaio 2009   | CSS                    |
| 410711 - | 2009 BR26                | 16 gennaio 2009   | Spacewatch             |
| 410712 - | 2009 BO30                | 30 dicembre 2008  | Spacewatch             |
| 410713 - | 2009 BC39                | 16 gennaio 2009   | Spacewatch             |
| 410714 - | 2009 BV41                | 16 gennaio 2009   | Spacewatch             |
| 410715 - | 2009 BQ44                | 16 gennaio 2009   | Spacewatch             |
| 410716 - | 2009 BO56                | 4 dicembre 2008   | Mt. Lemmon Survey      |
| 410717 - | 2009 BV57                | 20 gennaio 2009   | Spacewatch             |
| 410718 - | 2009 BN66                | 20 gennaio 2009   | Spacewatch             |
| 410719 - | 2009 BJ67                | 20 gennaio 2009   | Spacewatch             |
| 410720 - | 2009 BC70                | 21 novembre 2008  | Mt. Lemmon Survey      |
| 410721 - | 2009 BR79                | 31 dicembre 2008  | Spacewatch             |
| 410722 - | 2009 BO80                | 31 gennaio 2009   | LINEAR                 |
| 410723 - | 2009 BU94                | 22 dicembre 2008  | Mt. Lemmon Survey      |
| 410724 - | 2009 BW100               | 25 marzo 2006     | Spacewatch             |
| 410725 - | 2009 BV106               | 3 gennaio 2009    | Mt. Lemmon Survey      |
| 410726 - | 2009 BO108               | 29 gennaio 2009   | Mt. Lemmon Survey      |
| 410727 - | 2009 BT109               | 20 gennaio 2009   | Mt. Lemmon Survey      |
| 410728 - | 2009 BO184               | 18 gennaio 2009   | CSS                    |
| 410729 - | 2009 BQ184               | 18 gennaio 2009   | LINEAR                 |
| 410730 - | 2009 BP186               | 18 gennaio 2009   | Spacewatch             |
| 410731 - | 2009 CO24                | 1º febbraio 2009  | Spacewatch             |
| 410732 - | 2009 CF25                | 19 gennaio 2009   | Mt. Lemmon Survey      |
| 410733 - | 2009 CY26                | 1º febbraio 2009  | Spacewatch             |
| 410734 - | 2009 CQ27                | 1º febbraio 2009  | Spacewatch             |
| 410735 - | 2009 CR29                | 1º febbraio 2009  | Spacewatch             |
| 410736 - | 2009 CX31                | 1º febbraio 2009  | Spacewatch             |
| 410737 - | 2009 CZ32                | 28 settembre 2003 | Spacewatch             |
| 410738 - | 2009 CM40                | 13 febbraio 2009  | Spacewatch             |
| 410739 - | 2009 CN49                | 14 febbraio 2009  | Mt. Lemmon Survey      |
| 410740 - | 2009 CM52                | 14 febbraio 2009  | Mt. Lemmon Survey      |
| 410741 - | 2009 CQ53                | 23 gennaio 2009   | PMO NEO Survey Program |
| 410742 - | 2009 CJ55                | 14 febbraio 2009  | Mt. Lemmon Survey      |
| 410743 - | 2009 CX55                | 1º febbraio 2009  | Mt. Lemmon Survey      |
| 410744 - | 2009 CR63                | 4 febbraio 2009   | Mt. Lemmon Survey      |
| 410745 - | 2009 DA9                 | 19 febbraio 2009  | Mt. Lemmon Survey      |
| 410746 - | 2009 DM17                | 17 febbraio 2009  | Spacewatch             |
| 410747 - | 2009 DU20                | 13 ottobre 2001   | Spacewatch             |
| 410748 - | 2009 DP22                | 19 febbraio 2009  | Spacewatch             |
| 410749 - | 2009 DX23                | 20 febbraio 2009  | LINEAR                 |
| 410750 - | 2009 DO36                | 3 febbraio 2009   | Mt. Lemmon Survey      |
| 410751 - | 2009 DK47                | 26 febbraio 2009  | Calvin College         |
| 410752 - | 2009 DQ47                | 1º febbraio 2009  | Spacewatch             |
| 410753 - | 2009 DH52                | 20 gennaio 2009   | Spacewatch             |
| 410754 - | 2009 DM55                | 22 febbraio 2009  | Spacewatch             |
| 410755 - | 2009 DZ57                | 22 febbraio 2009  | Spacewatch             |
| 410756 - | 2009 DW61                | 22 febbraio 2009  | Spacewatch             |
| 410757 - | 2009 DV71                | 20 febbraio 2009  | Spacewatch             |
| 410758 - | 2009 DM72                | 22 febbraio 2009  | Spacewatch             |
| 410759 - | 2009 DC77                | 22 dicembre 2008  | Mt. Lemmon Survey      |
| 410760 - | 2009 DP80                | 1º gennaio 2009   | Mt. Lemmon Survey      |
| 410761 - | 2009 DV96                | 24 febbraio 2009  | Spacewatch             |
| 410762 - | 2009 DC105               | 26 febbraio 2009  | Spacewatch             |
| 410763 - | 2009 DK118               | 27 febbraio 2009  | Spacewatch             |
| 410764 - | 2009 DC120               | 19 febbraio 2009  | Spacewatch             |
| 410765 - | 2009 DH122               | 19 febbraio 2009  | Spacewatch             |
| 410766 - | 2009 DR130               | 27 febbraio 2009  | Spacewatch             |
| 410767 - | 2009 DL137               | 28 febbraio 2009  | Spacewatch             |
| 410768 - | 2009 DL139               | 27 febbraio 2009  | Mt. Lemmon Survey      |
| 410769 - | 2009 EG                  | 1º marzo 2009     | Tozzi, F.              |
| 410770 - | 2009 ER1                 | 2 marzo 2009      | Calvin College         |
| 410771 - | 2009 EL2                 | 1º marzo 2009     | Birtwhistle, P.        |
| 410772 - | 2009 ER5                 | 1º marzo 2009     | Spacewatch             |
| 410773 - | 2009 EH10                | 1º marzo 2009     | Spacewatch             |
| 410774 - | 2009 EK17                | 31 gennaio 2009   | Spacewatch             |
| 410775 - | 2009 EG19                | 5 febbraio 2009   | Spacewatch             |
| 410776 - | 2009 EP21                | 15 marzo 2009     | Spacewatch             |
| 410777 - | 2009 FD                  | 24 febbraio 2009  | Spacewatch             |
| 410778 - | 2009 FG19                | 21 marzo 2009     | Mt. Lemmon Survey      |
| 410779 - | 2009 FD23                | 20 marzo 2009     | Bickel, W.             |
| 410780 - | 2009 FT26                | 17 marzo 2009     | CSS                    |
| 410781 - | 2009 FY30                | 31 gennaio 2009   | Mt. Lemmon Survey      |
| 410782 - | 2009 FS31                | 20 marzo 2009     | OAM                    |
| 410783 - | 2009 FL44                | 20 febbraio 2009  | Spacewatch             |
| 410784 - | 2009 FW47                | 16 marzo 2009     | Spacewatch             |
| 410785 - | 2009 FV54                | 30 ottobre 2008   | Mt. Lemmon Survey      |
| 410786 - | 2009 FM67                | 19 marzo 2009     | Mt. Lemmon Survey      |
| 410787 - | 2009 FP68                | 21 marzo 2009     | CSS                    |
| 410788 - | 2009 FT73                | 27 marzo 2009     | Siding Spring Survey   |
| 410789 - | 2009 HT22                | 2 marzo 2009      | Mt. Lemmon Survey      |
| 410790 - | 2009 HE23                | 2 febbraio 2005   | Spacewatch             |
| 410791 - | 2009 HK24                | 17 aprile 2009    | Spacewatch             |
| 410792 - | 2009 HM30                | 18 marzo 2009     | Spacewatch             |
| 410793 - | 2009 HS31                | 19 aprile 2009    | Spacewatch             |
| 410794 - | 2009 HY31                | 19 aprile 2009    | Spacewatch             |
| 410795 - | 2009 HK32                | 19 aprile 2009    | Spacewatch             |
| 410796 - | 2009 HN35                | 21 marzo 2009     | Spacewatch             |
| 410797 - | 2009 HH44                | 2 marzo 2009      | Mt. Lemmon Survey      |
| 410798 - | 2009 HW64                | 16 marzo 2009     | Spacewatch             |
| 410799 - | 2009 HT74                | 26 aprile 2009    | Spacewatch             |
| 410800 - | 2009 HH79                | 26 aprile 2009    | Spacewatch             |

## 410801-410900
| Nome             | Designazione provvisoria | Data di scoperta  | Scopritore           |
| ---------------- | ------------------------ | ----------------- | -------------------- |
| 410801 -         | 2009 HT94                | 28 aprile 2009    | Cerro Burek          |
| 410802 -         | 2009 HV106               | 21 aprile 2009    | Mt. Lemmon Survey    |
| 410803 -         | 2009 JP3                 | 31 marzo 2009     | Mt. Lemmon Survey    |
| 410804 -         | 2009 JZ4                 | 3 maggio 2009     | Mt. Lemmon Survey    |
| 410805 -         | 2009 KW1                 | 17 aprile 2009    | Spacewatch           |
| 410806 -         | 2009 KX1                 | 30 aprile 2009    | Spacewatch           |
| 410807 -         | 2009 KU4                 | 17 maggio 2009    | OAM                  |
| 410808 -         | 2009 KA7                 | 13 febbraio 2009  | Mt. Lemmon Survey    |
| 410809 -         | 2009 KC14                | 17 aprile 2009    | Mt. Lemmon Survey    |
| 410810 -         | 2009 KF16                | 26 maggio 2009    | Spacewatch           |
| 410811 -         | 2009 KQ22                | 31 gennaio 2009   | Spacewatch           |
| 410812 -         | 2009 KW22                | 1º maggio 2009    | Mt. Lemmon Survey    |
| 410813 -         | 2009 KN23                | 27 maggio 2009    | Spacewatch           |
| 410814 -         | 2009 KY23                | 19 aprile 2009    | Spacewatch           |
| 410815 -         | 2009 KS28                | 1º maggio 2009    | Mt. Lemmon Survey    |
| 410816 -         | 2009 LT5                 | 21 aprile 2009    | Mt. Lemmon Survey    |
| 410817 Zaffino   | 2009 MN                  | 19 giugno 2009    | Young, J. W.         |
| 410818 -         | 2009 MZ9                 | 23 giugno 2009    | Mt. Lemmon Survey    |
| 410819 -         | 2009 NF2                 | 14 luglio 2009    | Spacewatch           |
| 410820 -         | 2009 OH5                 | 25 luglio 2009    | OAM                  |
| 410821 -         | 2009 OL6                 | 26 luglio 2009    | OAM                  |
| 410822 -         | 2009 OH11                | 27 luglio 2009    | Spacewatch           |
| 410823 -         | 2009 OC13                | 27 luglio 2009    | Spacewatch           |
| 410824 -         | 2009 OJ20                | 29 luglio 2009    | OAM                  |
| 410825 -         | 2009 OL20                | 29 luglio 2009    | OAM                  |
| 410826 -         | 2009 PE4                 | 14 agosto 2009    | OAM                  |
| 410827 -         | 2009 PK7                 | 15 agosto 2009    | Spacewatch           |
| 410828 -         | 2009 PK11                | 15 agosto 2009    | Spacewatch           |
| 410829 -         | 2009 PM14                | 15 agosto 2009    | CSS                  |
| 410830 -         | 2009 PT18                | 1º agosto 2009    | Siding Spring Survey |
| 410831 -         | 2009 QF4                 | 17 agosto 2009    | CSS                  |
| 410832 -         | 2009 QO8                 | 18 agosto 2009    | Siding Spring Survey |
| 410833 -         | 2009 QL9                 | 17 agosto 2009    | Teamo, N.            |
| 410834 -         | 2009 QB23                | 21 agosto 2009    | OAM                  |
| 410835 Neszmerak | 2009 QF26                | 20 agosto 2009    | Gierlinger, R.       |
| 410836 -         | 2009 QN28                | 14 luglio 2009    | Spacewatch           |
| 410837 -         | 2009 QS31                | 23 giugno 2009    | Mt. Lemmon Survey    |
| 410838 -         | 2009 QW31                | 24 settembre 2000 | LINEAR               |
| 410839 -         | 2009 QM53                | 16 agosto 2009    | Spacewatch           |
| 410840 -         | 2009 QA56                | 31 agosto 2009    | Siding Spring Survey |
| 410841 -         | 2009 QK56                | 16 agosto 2009    | Spacewatch           |
| 410842 -         | 2009 QK64                | 27 agosto 2009    | Spacewatch           |
| 410843 -         | 2009 RX7                 | 12 settembre 2009 | Spacewatch           |
| 410844 -         | 2009 RL8                 | 12 settembre 2009 | Spacewatch           |
| 410845 -         | 2009 RH10                | 12 settembre 2009 | Spacewatch           |
| 410846 -         | 2009 RP10                | 12 settembre 2009 | Spacewatch           |
| 410847 -         | 2009 RG17                | 12 settembre 2009 | Spacewatch           |
| 410848 -         | 2009 RJ18                | 12 settembre 2009 | Spacewatch           |
| 410849 -         | 2009 RA30                | 14 settembre 2009 | Spacewatch           |
| 410850 -         | 2009 RZ33                | 14 settembre 2009 | Spacewatch           |
| 410851 -         | 2009 RE34                | 14 settembre 2009 | Spacewatch           |
| 410852 -         | 2009 RL34                | 14 settembre 2009 | Spacewatch           |
| 410853 -         | 2009 RE37                | 17 agosto 2009    | CSS                  |
| 410854 -         | 2009 RJ38                | 15 settembre 2009 | Spacewatch           |
| 410855 -         | 2009 RZ39                | 15 settembre 2009 | Spacewatch           |
| 410856 -         | 2009 RP42                | 15 settembre 2009 | Spacewatch           |
| 410857 -         | 2009 RV45                | 15 settembre 2009 | Spacewatch           |
| 410858 -         | 2009 RU46                | 15 settembre 2009 | Spacewatch           |
| 410859 -         | 2009 RJ50                | 15 settembre 2009 | Spacewatch           |
| 410860 -         | 2009 RS51                | 15 settembre 2009 | Spacewatch           |
| 410861 -         | 2009 RE53                | 15 settembre 2009 | Spacewatch           |
| 410862 -         | 2009 RM53                | 15 settembre 2009 | Spacewatch           |
| 410863 -         | 2009 RJ70                | 12 settembre 2009 | Spacewatch           |
| 410864 -         | 2009 RT72                | 15 settembre 2009 | Spacewatch           |
| 410865 -         | 2009 RZ72                | 15 settembre 2009 | Spacewatch           |
| 410866 -         | 2009 RL75                | 15 settembre 2009 | Spacewatch           |
| 410867 -         | 2009 RU75                | 15 settembre 2009 | Spacewatch           |
| 410868 -         | 2009 RC76                | 15 settembre 2009 | Spacewatch           |
| 410869 -         | 2009 SS13                | 16 settembre 2009 | Mt. Lemmon Survey    |
| 410870 -         | 2009 SR14                | 18 aprile 2007    | Mt. Lemmon Survey    |
| 410871 -         | 2009 SW21                | 18 settembre 2009 | CSS                  |
| 410872 -         | 2009 SW23                | 16 settembre 2009 | Spacewatch           |
| 410873 -         | 2009 SM29                | 16 settembre 2009 | Spacewatch           |
| 410874 -         | 2009 SB32                | 16 settembre 2009 | Mt. Lemmon Survey    |
| 410875 -         | 2009 SB33                | 16 settembre 2009 | Spacewatch           |
| 410876 -         | 2009 SH33                | 16 settembre 2009 | Spacewatch           |
| 410877 -         | 2009 SB37                | 16 settembre 2009 | Spacewatch           |
| 410878 -         | 2009 SH39                | 16 settembre 2009 | Spacewatch           |
| 410879 -         | 2009 SN39                | 16 settembre 2009 | Spacewatch           |
| 410880 -         | 2009 SZ42                | 16 settembre 2009 | Spacewatch           |
| 410881 -         | 2009 SZ43                | 16 settembre 2009 | Spacewatch           |
| 410882 -         | 2009 SM47                | 16 settembre 2009 | Spacewatch           |
| 410883 -         | 2009 SZ47                | 16 settembre 2009 | Spacewatch           |
| 410884 -         | 2009 SB49                | 16 settembre 2009 | Mt. Lemmon Survey    |
| 410885 -         | 2009 SV51                | 17 settembre 2009 | Mt. Lemmon Survey    |
| 410886 -         | 2009 SW56                | 17 settembre 2009 | Spacewatch           |
| 410887 -         | 2009 SR59                | 17 settembre 2009 | Spacewatch           |
| 410888 -         | 2009 SW65                | 17 settembre 2009 | Spacewatch           |
| 410889 -         | 2009 SW66                | 17 settembre 2009 | Spacewatch           |
| 410890 -         | 2009 SC68                | 17 settembre 2009 | Spacewatch           |
| 410891 -         | 2009 SQ71                | 17 settembre 2009 | Mt. Lemmon Survey    |
| 410892 -         | 2009 SC73                | 15 agosto 2009    | Spacewatch           |
| 410893 -         | 2009 SJ74                | 17 settembre 2009 | Spacewatch           |
| 410894 -         | 2009 SM74                | 17 settembre 2009 | Spacewatch           |
| 410895 -         | 2009 SD88                | 18 settembre 2009 | Spacewatch           |
| 410896 -         | 2009 SD97                | 7 ottobre 2004    | Spacewatch           |
| 410897 -         | 2009 SQ111               | 18 settembre 2009 | Spacewatch           |
| 410898 -         | 2009 SX116               | 18 settembre 2009 | Spacewatch           |
| 410899 -         | 2009 SU117               | 18 settembre 2009 | Spacewatch           |
| 410900 -         | 2009 SE123               | 18 settembre 2009 | Spacewatch           |

## 410901-411000
| Nome                | Designazione provvisoria | Data di scoperta  | Scopritore        |
| ------------------- | ------------------------ | ----------------- | ----------------- |
| 410901 -            | 2009 SG127               | 4 novembre 2004   | Spacewatch        |
| 410902 -            | 2009 SP130               | 18 settembre 2009 | Spacewatch        |
| 410903 -            | 2009 SN131               | 18 settembre 2009 | Spacewatch        |
| 410904 -            | 2009 SJ134               | 18 settembre 2009 | Spacewatch        |
| 410905 -            | 2009 SQ140               | 19 settembre 2009 | Spacewatch        |
| 410906 -            | 2009 SZ142               | 19 settembre 2009 | Spacewatch        |
| 410907 -            | 2009 SC154               | 23 ottobre 2004   | Spacewatch        |
| 410908 -            | 2009 SR155               | 20 settembre 2009 | Spacewatch        |
| 410909 -            | 2009 SO160               | 20 settembre 2009 | Spacewatch        |
| 410910 -            | 2009 SN165               | 22 settembre 2009 | Spacewatch        |
| 410911 -            | 2009 SX169               | 17 settembre 2009 | Spacewatch        |
| 410912 Lisakaroline | 2009 SV170               | 26 settembre 2009 | Bachleitner, H.   |
| 410913 -            | 2009 SS181               | 11 aprile 2007    | Mt. Lemmon Survey |
| 410914 -            | 2009 ST181               | 21 settembre 2009 | Mt. Lemmon Survey |
| 410915 -            | 2009 SN182               | 27 agosto 2009    | Spacewatch        |
| 410916 -            | 2009 SO185               | 21 settembre 2009 | Spacewatch        |
| 410917 -            | 2009 SJ186               | 21 settembre 2009 | Spacewatch        |
| 410918 -            | 2009 SJ199               | 22 settembre 2009 | Spacewatch        |
| 410919 -            | 2009 SF204               | 22 settembre 2009 | Spacewatch        |
| 410920 -            | 2009 SE209               | 15 settembre 2009 | Spacewatch        |
| 410921 -            | 2009 SP214               | 23 settembre 2009 | Spacewatch        |
| 410922 -            | 2009 SU225               | 26 settembre 2009 | Mt. Lemmon Survey |
| 410923 -            | 2009 SL231               | 17 agosto 2009    | Spacewatch        |
| 410924 -            | 2009 SY231               | 19 settembre 2009 | Spacewatch        |
| 410925 -            | 2009 SH232               | 19 settembre 2009 | Spacewatch        |
| 410926 -            | 2009 SQ233               | 29 aprile 2003    | Spacewatch        |
| 410927 -            | 2009 SC239               | 17 settembre 2009 | CSS               |
| 410928 Maidbronn    | 2009 ST242               | 28 settembre 2009 | Haeusler, B.      |
| 410929 -            | 2009 SY250               | 20 settembre 2009 | Spacewatch        |
| 410930 -            | 2009 SW253               | 25 settembre 2009 | Spacewatch        |
| 410931 -            | 2009 SF254               | 16 settembre 2009 | Spacewatch        |
| 410932 -            | 2009 SH263               | 23 settembre 2009 | Mt. Lemmon Survey |
| 410933 -            | 2009 SE265               | 23 settembre 2009 | Mt. Lemmon Survey |
| 410934 -            | 2009 SA270               | 12 settembre 2009 | Spacewatch        |
| 410935 -            | 2009 SD270               | 24 settembre 2009 | Spacewatch        |
| 410936 -            | 2009 SE270               | 20 settembre 2009 | Spacewatch        |
| 410937 -            | 2009 SH271               | 24 settembre 2009 | Spacewatch        |
| 410938 -            | 2009 SN277               | 25 settembre 2009 | Spacewatch        |
| 410939 -            | 2009 SG281               | 17 settembre 2009 | Spacewatch        |
| 410940 -            | 2009 SV284               | 25 settembre 2009 | Mt. Lemmon Survey |
| 410941 -            | 2009 SH287               | 25 settembre 2009 | Spacewatch        |
| 410942 -            | 2009 SJ287               | 25 settembre 2009 | Spacewatch        |
| 410943 -            | 2009 SZ293               | 27 settembre 2009 | Spacewatch        |
| 410944 -            | 2009 SB294               | 15 settembre 2009 | Spacewatch        |
| 410945 -            | 2009 ST296               | 28 settembre 2009 | Spacewatch        |
| 410946 -            | 2009 ST311               | 18 settembre 2009 | Mt. Lemmon Survey |
| 410947 -            | 2009 SZ316               | 28 agosto 2009    | Spacewatch        |
| 410948 -            | 2009 SK327               | 25 settembre 2009 | CSS               |
| 410949 -            | 2009 SH329               | 16 settembre 2009 | Mt. Lemmon Survey |
| 410950 -            | 2009 SS332               | 4 ottobre 2004    | Spacewatch        |
| 410951 -            | 2009 SM339               | 15 gennaio 2005   | CSS               |
| 410952 -            | 2009 SD340               | 16 settembre 2009 | Spacewatch        |
| 410953 -            | 2009 ST345               | 19 settembre 2009 | Spacewatch        |
| 410954 -            | 2009 SX347               | 17 settembre 2009 | Spacewatch        |
| 410955 -            | 2009 SN349               | 21 settembre 2009 | Mt. Lemmon Survey |
| 410956 -            | 2009 SP349               | 23 settembre 2009 | Spacewatch        |
| 410957 -            | 2009 SU349               | 18 settembre 2009 | Spacewatch        |
| 410958 -            | 2009 SA353               | 20 settembre 2009 | Spacewatch        |
| 410959 -            | 2009 SS353               | 27 settembre 2009 | Spacewatch        |
| 410960 -            | 2009 SV353               | 19 settembre 2009 | Spacewatch        |
| 410961 -            | 2009 SU356               | 18 settembre 2009 | Spacewatch        |
| 410962 -            | 2009 SO358               | 17 settembre 2009 | Spacewatch        |
| 410963 -            | 2009 SS360               | 17 settembre 2009 | Spacewatch        |
| 410964 -            | 2009 SX360               | 21 settembre 2009 | Mt. Lemmon Survey |
| 410965 -            | 2009 TG4                 | 13 ottobre 2009   | Schwab, E.        |
| 410966 -            | 2009 TK7                 | 13 ottobre 2009   | OAM               |
| 410967 -            | 2009 TX7                 | 1º ottobre 2009   | Mt. Lemmon Survey |
| 410968 -            | 2009 TO9                 | 14 ottobre 2009   | BATTeRS           |
| 410969 -            | 2009 TG12                | 14 ottobre 2009   | CSS               |
| 410970 -            | 2009 TK19                | 20 settembre 2009 | Mt. Lemmon Survey |
| 410971 -            | 2009 TN19                | 11 ottobre 2009   | Mt. Lemmon Survey |
| 410972 -            | 2009 TB35                | 14 ottobre 2009   | OAM               |
| 410973 -            | 2009 TW39                | 14 ottobre 2009   | CSS               |
| 410974 -            | 2009 TJ41                | 14 ottobre 2009   | CSS               |
| 410975 -            | 2009 TL41                | 14 settembre 2009 | Spacewatch        |
| 410976 -            | 2009 TR44                | 14 ottobre 2009   | Spacewatch        |
| 410977 -            | 2009 TW45                | 11 ottobre 2009   | Mt. Lemmon Survey |
| 410978 -            | 2009 TE46                | 14 ottobre 2009   | Spacewatch        |
| 410979 -            | 2009 TH46                | 1º ottobre 2009   | Spacewatch        |
| 410980 -            | 2009 TQ46                | 14 ottobre 2009   | CSS               |
| 410981 -            | 2009 TE47                | 12 ottobre 2009   | OAM               |
| 410982 -            | 2009 TK47                | 6 ottobre 2005    | Mt. Lemmon Survey |
| 410983 -            | 2009 UX                  | 17 ottobre 2009   | Tzec Maun         |
| 410984 -            | 2009 UR9                 | 16 ottobre 2009   | Mt. Lemmon Survey |
| 410985 -            | 2009 UQ15                | 17 ottobre 2009   | OAM               |
| 410986 -            | 2009 UQ17                | 14 ottobre 2009   | CSS               |
| 410987 -            | 2009 UT21                | 28 settembre 2009 | Mt. Lemmon Survey |
| 410988 -            | 2009 US24                | 18 ottobre 2009   | Mt. Lemmon Survey |
| 410989 -            | 2009 UE25                | 18 ottobre 2009   | Mt. Lemmon Survey |
| 410990 -            | 2009 UH27                | 21 ottobre 2009   | CSS               |
| 410991 -            | 2009 UQ27                | 21 ottobre 2009   | CSS               |
| 410992 -            | 2009 UG32                | 18 ottobre 2009   | Mt. Lemmon Survey |
| 410993 -            | 2009 UH35                | 19 settembre 2009 | Mt. Lemmon Survey |
| 410994 -            | 2009 UM35                | 21 ottobre 2009   | Mt. Lemmon Survey |
| 410995 -            | 2009 UV37                | 22 ottobre 2009   | Mt. Lemmon Survey |
| 410996 -            | 2009 UZ37                | 22 ottobre 2009   | Mt. Lemmon Survey |
| 410997 -            | 2009 US39                | 22 ottobre 2009   | CSS               |
| 410998 -            | 2009 UD44                | 18 ottobre 2009   | Mt. Lemmon Survey |
| 410999 -            | 2009 UK44                | 23 settembre 2009 | Spacewatch        |
| 411000 -            | 2009 UM44                | 22 settembre 2009 | Mt. Lemmon Survey |